# Ilmor

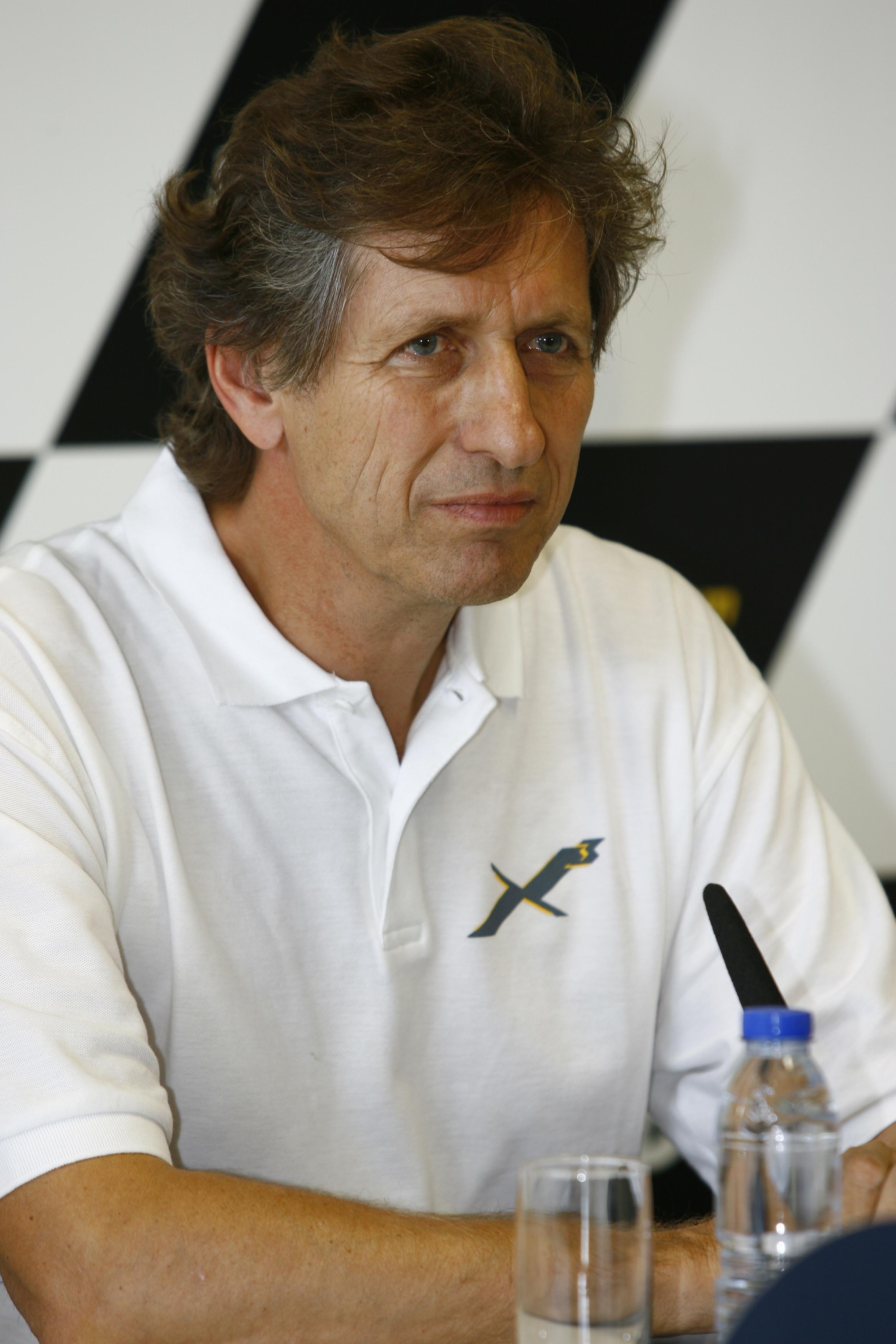
Mario Illien, cofundador de Ilmor.

Ilmor es una compañía británica de ingeniería independiente de automóviles de carreras.

## Historia
Fue fundada por Mario Illien y Paul Morgan en 1984. Sus talleres de fabricación están ubicados en Brixworth, Northamptonshire, y sus oficinas de mantenimiento en Plymouth, Míchigan. La compañía provee motores y consultoría dentro de las categorías de competición CART, Fórmula 1, IRL, Nascar y MotoGP.
Después de inicialmente desarrollar motores para CART, la compañía desarrolló una asociación con Mercedes-Benz para proveerle motores a los monoplazas de Fórmula 1 tanto para las escuderías Sauber, Pacific y McLaren. Después de la muerte de Paul Morgan en un accidente de aviación en el 2001, Mercedes aumentó su participación hasta adquirir toda la compañía, y le cambió el nombre a Mercedes-Benz High Performance Engines Ltd..
En el 2005, Mario Illien y Roger Penske, negociaron un acuerdo por el que compraron la sección de Proyectos Especiales de la compañía, que había sido contratado para proveerle a Honda motores para la Indy Racing League. En el 2006, Ilmor Engineering anunció que entraría la categoría de competición MotoGP y desarrolló su motocicleta 2007 800cc, el modelo Ilmor X3.

## Estadísticas en Fórmula 1
| Año  | Equipo             | Grandes Premios | Puntos |
| ---- | ------------------ | --------------- | ------ |
| 1991 | Leyton House-Ilmor | 16              | 1      |
| 1992 | Tyrrell-Ilmor      | 16              | 8      |
| 1992 | March-Ilmor        | 16              | 3      |
| 1993 | Sauber-Ilmor       | 16              | 12     |
| 1994 | Pacific-Ilmor      | 5               | -      |

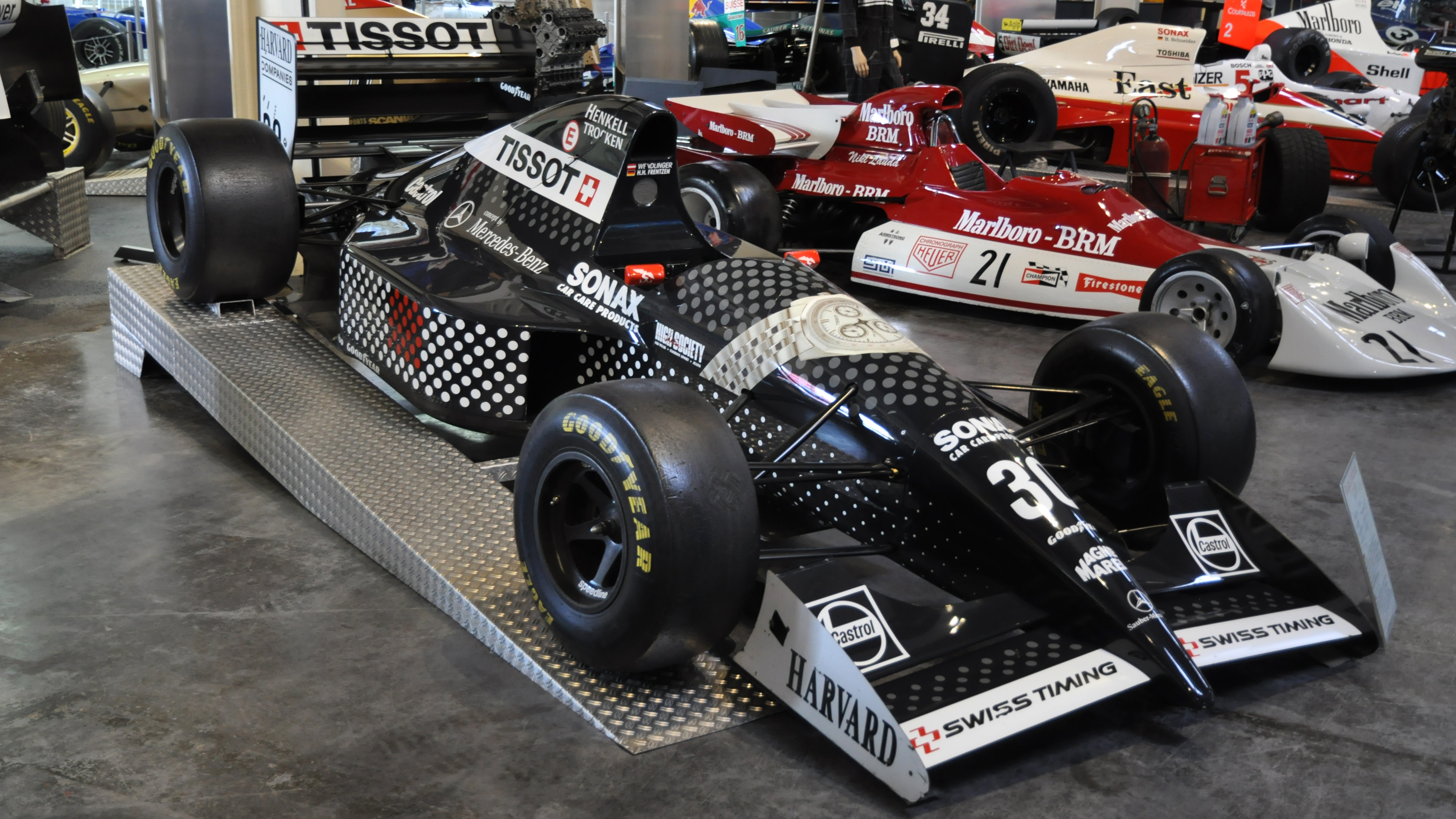
Sauber C13 de 1994.

En el 2014 Ilmor desarrolló el primer motor de cinco tiempos. Dicho motor consta de tres cilindros, los dos laterales de alta presión funcionan en un ciclo 4 tiempos convencional y el central de mayor diámetro y de presión baja recibe los gases de combustión de los otros dos para aprovechar su expansión y realizar trabajo adicional. El cilindro de baja presión desacopla los procesos de expansión y compresión y permite funcionar con una relación óptima e independiente de la relación de compresión.

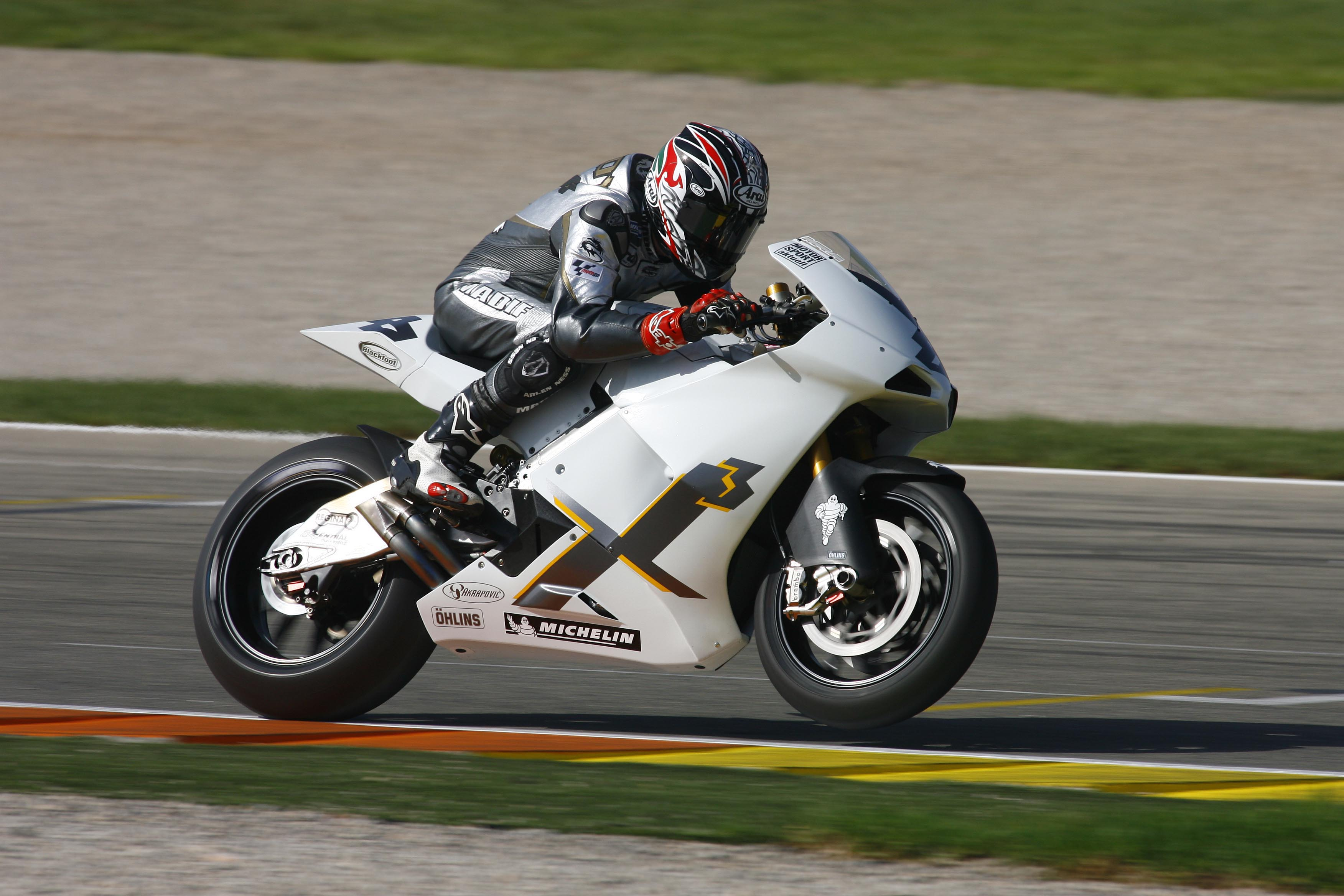
Ilmor X3.